# Pseudepidalea latastii
Pseudepidalea latastii även kallad Bufotes latastii är en groddjursart som först beskrevs av George Albert Boulenger 1882.  Pseudepidalea latastii ingår i släktet Pseudepidalea och familjen paddor. IUCN kategoriserar arten globalt som livskraftig. Inga underarter finns listade i Catalogue of Life.

## Beskrivning
En tämligen liten padda, med en längd från nos till kloak mellan 5 och 6,2 cm. Huvudet är tillplattat, med en trumhinna som är ovanligt tydlig för att vara en paddas, och med en diameter på omkring halva ögat. Parotidkörtlarna, spottkörtlarna som levererar ett giftigt hudsekret är njurformade. Ovansidan är olivgrön, med svarta fläckar och/eller marmoreringar, och ett ljust band längs ryggen. Buksidan har även den fläckar. Paddynglet har en liten svans med små fenor, och en mörkt brunaktig färg.

## Ekologi
Paddan lever nära vattendrag i bergsskogar på höjder mellan 2 600 och 3 000 m. Under dagen söker vanligen de vuxna skydd under klippor och andra lämpliga föremål på marken. Fortplantning och yngelutveckling sker i stillastående vatten som dammar och liknande vattensamlingar.

## Utbredning
Arten förekommer i bergsområdena i nordvästra Himalaya i Indien och Pakistan.

## Taxonomi
Taxonomin för släktet Pseudepidalea är omstridd. Ursprungligen fördes släktets alla arter till släktet Bufo. När detta släkte delades upp på flera, hamnade denna med flera arter i släktet Pseudepidalea. Flera auktoriteter anser emellertid att detta var felaktigt, och att åtminstone vissa av släktets arter bör föras till Bufotes.
Amphibian Species of the World, version 6.0, ligger till grund för kladogrammet i artikeln Bufotes, och för de flesta av  Pseudepidalea-arterna (inklusive denna art) till Bufotes. Catalogue of Life hämtar sina uppgifter från Amphibian Species of the World, men för närvarande (2015) från en tidigare version.
IUCN intar en mindre sträng ståndpunkt och betraktar släktet Pseudepidalea som säkert polyfyliskt endast för de så kallade grönpaddorna, paddor med grönaktiga till brunaktiga fläckar på kroppen, till vilka denna art inte hör. (För en förteckning över grönpaddorna, se artikeln Pseudepidalea). Beträffande övriga paddor från släktet Pseudepidalea rekommenderar man ytterligare undersökningar. Det skall dock märkas att IUCN i sina artrapporter inte för några paddarter till Pseudepidalea, nästan alla förs till Bufotes.